# Daniel Jousse
 (octobre 2024).
 (octobre 2024).
Pour les articles homonymes, voir Jousse.
Daniel Jousse est un jurisconsulte et criminaliste français né à Orléans le 10 février 1704 et décédé en cette même ville le 21 août 1781.

## Biographie
Daniel Jousse est le fils de Charles-François Jousse, marchand et bourgeois d'Orléans, et de Marie-Madeleine Polluche. Il commence par étudier au collège de jésuites d'Orléans (l'ancêtre du lycée Pothier), puis au collège Du Plessis-Sorbonne de Paris. Féru de mathématiques et d'astronomie, il est reçu à l'Académie nouvelle des sciences et des Beaux Arts en 1728.
D'abord avocat au présidial d'Orléans, il est reçu conseiller aux bailliage, siège présidial et châtelet en 1734. Il y deviendra le confrère et bientôt l'ami intime du célèbre jurisconsulte Robert-Joseph Pothier.
Il se marie le 30 mai 1740 avec Catherine-Monique Jacque de Mainville, d'une famille ayant fait fortune dans le  négoce des indiennes. Il en eut un fils, Daniel-Charles (7 août 1742-26 août 1769) qui devint également magistrat.
Travailleur assidu, tant au palais que dans son cabinet, il se consacre à l'écriture de plusieurs ouvrages, notamment le Traité de la juridiction des Présidiaux et une Coutume d'Orléans. Mais sa passion pour l'étude des astres le voit auteur, dès 1755, d'un ouvrage d'astronomie intitulé Nouveau traité de la Sphère.
Éminent pénaliste, il est l'un des plus importants commentateurs des ordonnances et édits du XVIIe siècle. Ses ouvrages sont marqués par une grande érudition et un style très clair. « Plus commentateur que jurisconsulte, Jousse, dans ses écrits et dans ses volumineuses compilations n'envisage la législation que sous le point de vue de l'état où il la trouve établie et non sous le rapport de son amélioration. Il n'a jamais eu pour but de faire avancer la science, mais seulement de l'éclairer et de la fixer » écrit l'auteur de la notice biographique qui lui est consacrée dans la Biographie universelle de Michaud.
Avec son confrère  René-Louis Delagueulle de Coinces, Jousse rassemble également, de 1768 à 1778, de nombreuses notices relatives à l'histoire de l'Orléanais inédites et conservées à la Médiathèque d'Orléans. Cet établissement possède par ailleurs plusieurs de ses manuscrits inédits.

## Musique
Amateur de musique, il possède une importante bibliothèque musicale (comprenant un assez grand nombre de partitions). En 1779, deux ans avant sa mort, il en publie le catalogue, parmi les autres ouvrages en sa possession.
Quelques exemples : 
- On constate qu'il possédait d'importants ouvrages de théoriciens de la musique, de différentes époques (XVIe – XVIIIe siècles).
- Il possédait les partitions d'un certain nombre d'œuvres lyriques de Jean-Baptiste Lully et de quelques autres compositeurs, plus récents.
- La célèbre Querelle des Bouffons, querelle esthétique initiée à partir de La Servante maîtresse (« La Serva padrona ») de Pergolèse (œuvre scénique napolitaine (opera buffa) représentée à Paris en 1752), apparaît dans un dossier que Jousse recense également. Le philosophe Jean-Jacques Rousseau y prit part et sa Lettre sur la musique française est présente dans ce dossier.
- P. 164 du Catalogue de Jousse, on trouve la mention d'un manuscrit (perdu actuellement) : Traité d’Accompagnement du Clavessin, suivant les principes de M. Moreau. Ce « Moreau » désigne très certainement l'organiste, claveciniste et compositeur orléanais Christophe Moyreau (Orléans, 1700-1774), souvent appelé "Moreau". Jousse était-il exécutant ? Était-il l'auteur de ce Traité ?
- P. 152, on lit aussi que Jousse possédait un manuscrit (une copie ?) d'un recueil de cantates profanes du compositeur parisien d'origine orléanaise, Jean-Baptiste Morin (1677-1745), assez réputé à l'époque, et créateur de cette forme musicale, la cantate française.
- P. 154, on trouve encore la mention d'un ouvrage célèbre : L'Art du facteur d'orgues, [Paris], Delatour, 1766-1778, 4 parties en 3 volumes et 137 planches, de Dom Bedos de Celles. Cet auteur (1709-1779), bénédictin et facteur réputé, avait travaillé sur l’orgue de l’abbaye de Saint-Benoît-sur-Loire, située à 40 km d'Orléans, environ.

À l'occasion, Jousse a pu être librettiste, puisqu'on a le livret d'une partition, chantée par deux voix solistes, seules ou en duo, alternant avec un chœur : elle avait été écrite à l'occasion de son mariage avec Catherine-Monique Jacques (30 mai 1740). Le compositeur est inconnu. L'incipit littéraire est : « Qu’entends-je ? De quels sons retentit ce séjour ? »). Cf. Orléans. Médiathèque. Ms. 451, Les Muses du Loiret Ou recueil de Poesies fugitives publiées sur Orleans ou avouées par des Orleannois. Pour servir à l’histoire littéraire du département du Loiret, Orléans, Ms., s. d. (1807), pp. 105-106. La partition est perdue.

## Divers

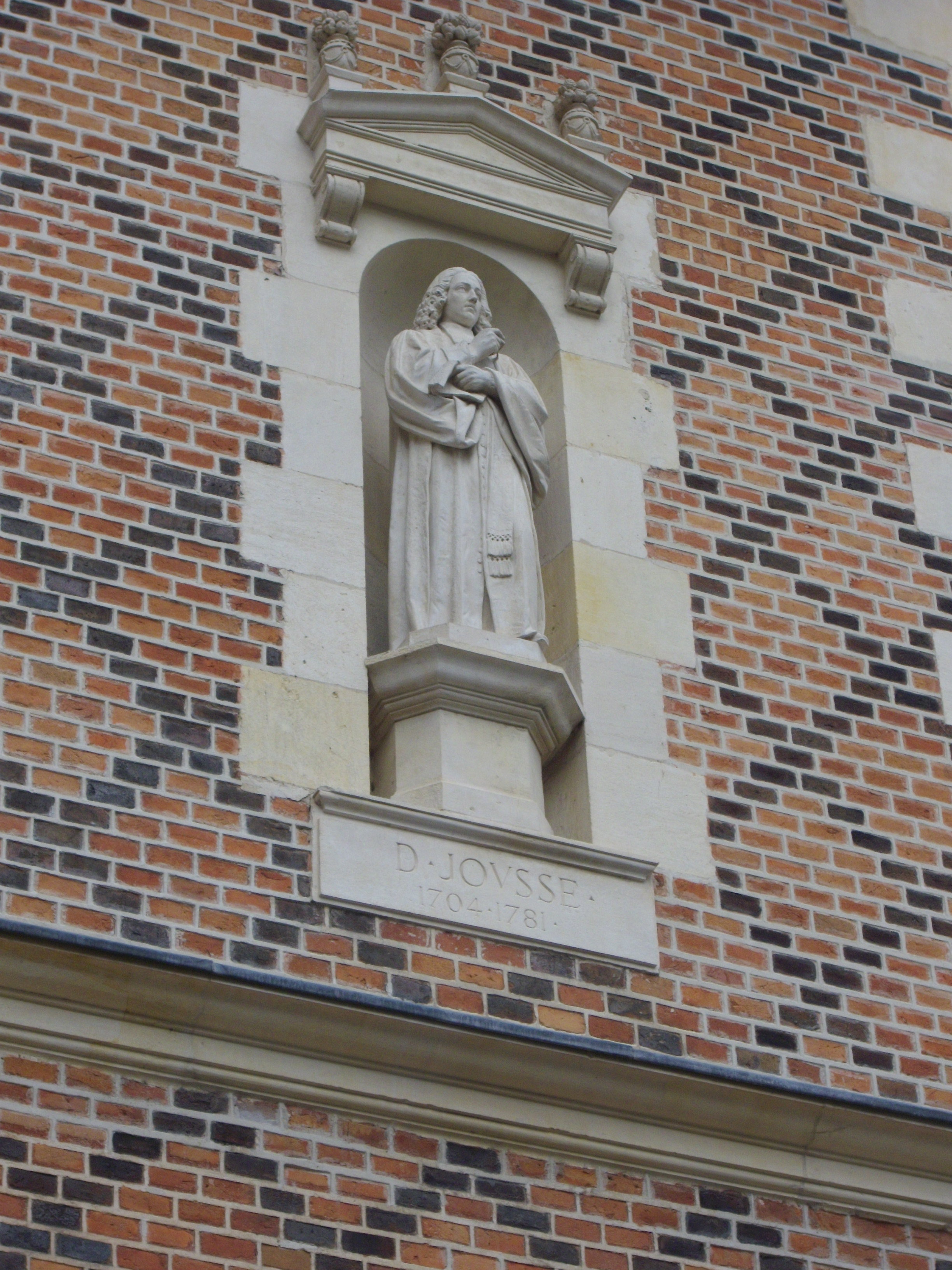
Statue de Jousse, sur la facade de l'hôtel Groslot.

Une rue d'Orléans et un amphithéâtre de la faculté de droit, d'économie et de gestion d'Orléans portent le nom de Daniel Jousse. Une statue de Daniel Jousse a été placée au XIXe siècle sur une façade de l'hôtel Groslot, à Orléans, hôtel particulier Renaissance, devenu mairie en 1790, puis largement remanié au XIXe siècle.

## Publications
Wikipédia n'est ni un annuaire, ni une base de données, ni un site de renseignements téléphoniques, mais une encyclopédie. 
De ce fait, les articles qui la composent ne doivent pas se borner à être de simples compilations de sources primaires, mais doivent au contraire s'appuyer sur des sources secondaires qui analysent le sujet et le mettent en perspective.
- Détail historique de la ville d'Orléans [publié anonymement],Orléans, 1736 ; nouvelles éditions en 1746 et 1752 (il s'agit là des premiers almanachs relatifs à la ville d'Orléans).
- Coutume d'Orléans avec des notes, Orléans, 1740, 2 vol., en collaboration avec Prévôt de la Jannès et Pothier.
- Nouveau commentaire sur l'ordonnance criminelle du mois d'août 1670. Avec un abrégé de la justice criminelle, Paris, Debure, 1753, 1 vol. ; nouvelles éditions en 2 volumes en 1756 et 1759.
- Nouveau commentaire sur l'ordonnance civile du mois d'avril 1667, Paris, Debure, 1753 ; nouvelles éditions en 2 volumes en 1757 et 1767.
- Nouveau commentaire sur les ordonnances des mois d'août 1669 et mars 1673; ensemble sur l'édit du mois de mars 1673 touchant les épices, Paris, Debure, 1755 ; nouvelle édition en 1761.
- Nouveau commentaire sur l'ordonnance du commerce du mois de mars 1673, Paris, Debure, 1755 ; réédition en 1761.
- Recueil chronologique des édits, ordonnances et arrêts de règlement cités dans les quatre nouveaux commentaires, Paris, Debure, 1757, 3 vol.
- Nouveau traite de la sphère,avec un discours sur les éclipses. Paris, Debure, 1755.
- Nouveau commentaire sur l'édit du mois d'août 1695 concernant la juridiction ecclésiastique, avec un recueil des principaux édits, ordonnances et déclarations relatifs à la matière, Paris, Debure, 1757 ; nouvelle édition en 1767 en 2 volumes.
- Traité de la juridiction de présidiaux tant en matière civile que criminelle, avec un recueil chronologique des édits et ordonnances concernant les présidiaux, Paris, Debure, 1757 ; nouvelle édition en 1764.
- Traité des fonctions, droits et privilèges des commissaires enquêteurs, examinateurs, avec les règlements rendus touchant ces offices, Paris, Debure, 1759.
- Notes sur l'ordonnance du mois de juillet 1737 touchant le faux principal et incident, et sur la reconnaissance des écritures et signatures en matière criminelle, Paris, Debure, 1763.
- Traité du Gouvernement Spirituel et Temporel des Paroisses, où l’on examine tout ce qui concerne les fonctions, droits et devoirs des Marguilliers dans l’administration des Fabriques, des biens des Pauvres et des Écoles de Charité ; comme aussi ce qui regarde les fonctions, droits et devoirs des Curés..., Paris, Debure, 1769.
- Traité de la juridiction volontaire et contentieuse des officiaux et autres juges d'église, tant en matière civile que criminelle, Paris, Debure, 1769.
- Daniel Jousse, Traité de la justice criminelle, Paris, Debure, 1771 (lire en ligne)
- Traité de l'administration de la justice, Paris, Debure, 1771, 2 vol.
- Traité sur la juridiction des trésoriers de France tant en matière de domaine et de voirie que de finance, Paris, Debure, 1777, 2 vol.
- Commentaire sur l'ordonnance des Eaux et Forêts, du mois d'août 1669, Paris, Debure, 1772; Lyon, Barret, 1782. Ce texte connut un grand succès et fut réimprimé cinq fois en dix ans. La disposition de ce Commentaire est très moderne et n'est pas sans analogie avec les codes Dalloz. Dans sa préface, l'auteur indique qu'il a consulté les meilleurs auteurs qui ont écrit sur le sujet, tels Saint-Yon, Chauffour, Rousseau, Noël, Gallon, Pecquet, Bonaventure Chailland, etc. L'édition de 1782 est identique à celle de 1772.
- Eloge de M. Pothier, placé en tête de ses Traités de la possession et de la prescription, tome second, Paris, 1772, et de l'édition de ses Œuvres.
- Deux mémoires sur le jeu de fief dans la coutume d'Orléans, Orléans, 1780.

## Sources
- Biographie universelle ancienne et moderne [par Louis-Gustave Michaud], Paris, Mme C. Desplaces, 1811-1862, 85 vol., Tome XXI, [s.d. 1858], p. 259-260.
- Dictionnaire de biographie française sous la direction de Michel Prévost, Jean-Charles Roman d'Amat, Henri Tribout de Morembert, etc., Paris, Letouzey et Ané, 1933-2010, 119 fascicules et 1 vol. de Supplément (XXI tomes, en cours de publication), tome XVIII, 1989, p. 892.
- Biobibliographie du Loiret [par Charles Cuissard ; rédaction achevée en 1900]. Archives départementales du Loiret, manuscrit coté O 1854, t. III, p. 372-381 (photocopie de l'ensemble de l'ouvrage à la Médiathèque d'Orléans).
- Mémoires de la Société d'Agriculture, Sciences, Belles-Lettres et Arts d'Orléans (devenue actuellement l'Académie d'Orléans), Ve série, t. XVIII, 1923, p. 34-36.